# Microscleroderma herdmani
Microscleroderma herdmani är en svampdjursart som först beskrevs av Arthur Dendy 1905.  Microscleroderma herdmani ingår i släktet Microscleroderma och familjen Scleritodermidae. Inga underarter finns listade i Catalogue of Life.